# Dawid Paniak
Dawid Paniak (ur. 15 stycznia 1982) – polski biathlonista, medalista mistrzostw Polski, reprezentant Polski.

## Życiorys
Był zawodnikiem WKS Legii Zakopane. Na mistrzostwach Polski seniorów zdobył dwa medale w sztafecie: srebrny w 2000 i złoty w 2001. Na mistrzostwach Polski juniorów w 2000 zdobył złoty medal w sztafecie, srebrny medal w biegu indywidualnym i brązowe w sprincie i biegu na dochodzenie, w 2001 brązowe medale w biegu indywidualnym i sprincie. Był też mistrzem Polski juniorów w sztafecie w biathlonie letnim (2000).
Reprezentował Polskę na mistrzostwach świata juniorów w 2000 (17 m. w biegu indywidualnym, 41 m. w sprincie, 21 m. w biegu na dochodzenie i 12 m. w sztafecie) i 2001 (29 m. w biegu indywidualnym i 8 m. w sztafecie), mistrzostwach Europy juniorów w 2000 (19 m. w biegu indywidualnym, 16 m. w sprincie, 6 m. w biegu na dochodzenie i 4 m. w sztafecie) i 2001 (15 m. w biegu indywidualnym, 25 m. w sprincie, 34 m. w biegu na dochodzenie; sztafeta nie ukończyła biegu).